# Tonantzintla-Observatorium

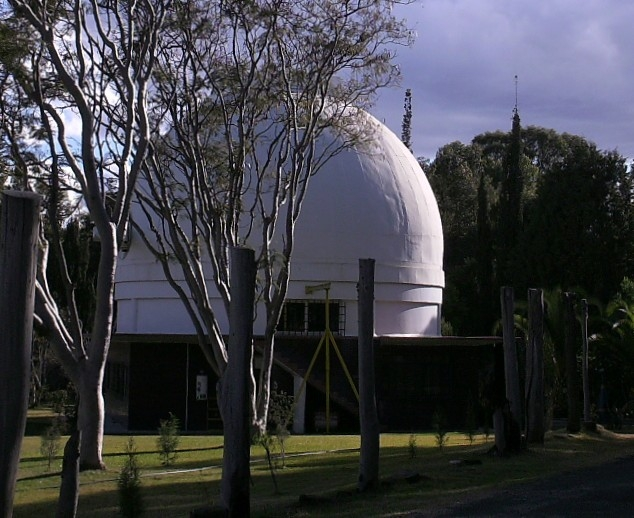
1-Meter Teleskop im Nationalen Astronomischen Observatorium von Tonantzintla, Puebla, Mexiko.

Das Observatorium−Tonantzintla (spanisch Observatorio de Tonantzintla) ist ein astronomisches Observatorium, das sich in 2.166 Metern Höhe in der Gemeinde San Andrés Cholula im mexikanischen Bundesstaat Puebla befindet.
Es besteht aus zwei benachbarten Einrichtungen: dem Nationalen Astrophysikalischen Observatorium von Tonantzintla (spanisch Observatorio Astrofísico Nacional de Tonantzintla – OANTON), das vom Nationalen Institut für Astrophysik, Optik und Elektronik (INAOE) betrieben wird, und dem Nationalen Astronomischen Observatorium – Tonantzintla (spanisch Observatorio Astronómico Nacional Tonantzintla–OAN – Tonantzintla), das von der Nationalen Autonomen Universität von Mexiko (UNAM) betrieben wird. OANTON befindet sich auf dem INAOE-Campus, zu dem zahlreiche weitere Gebäude gehören. Das Observatorium befindet sich 11 Kilometer westlich von Puebla und 33 Kilometer östlich von Popocatépetl, dessen Ausbrüche die Beobachtungen manchmal stören.

## Nationales Astrophysikalisches Observatorium von Tonantzintla
OANTON wurde im Februar 1942 im Beisein des mexikanischen Präsidenten Manuel Ávila Camacho und anderer Würdenträger eingeweiht. Das Projekt wurde bereits einige Zeit zuvor von Luis Enrique Erro begonnen, einem ausgebildeten Astronomen, der viele Jahre lang mexikanischer Botschafter in den Vereinigten Staaten war. 1954 wurde Guillermo Haro Direktor von OANTON, und 1971 wurde die Sternwarte unter seiner Leitung in INAOE umgewandelt. Im selben Jahr begann das INAOE mit dem Bau eines neuen Observatoriums in Cananea, Sonora, das heute Astrophysikalisches Observatorium Guillermo Haro heißt.

### Teleskope
- Eine 0,7-Meter Schmidt-Kamera ist seit der Eröffnung von OANTON das Hauptteleskop. Sie wurde in den Werkstätten des Harvard-College-Observatoriums gebaut, wobei die Optiken von PerkinElmer geliefert wurden. Sie wurde 1942 installiert und von Haro verwendet, um Herbig-Haro-Objekte im Detail zu untersuchen. Das Teleskop wurde nicht mit einem digitalen Sensor nachgerüstet.
- Ein Sonnenteleskop wurde von Erro einige Zeit vor 1957 gestiftet.

## Nationales Astronomisches Observatorium – Tonantzintla
OAN – Tonantzintla wurde 1948 gegründet, als die Beobachtungsbedingungen am OAN-Standort im Tal von Mexiko durch Lichtverschmutzung zu sehr beeinträchtigt wurden, um noch nützlich zu sein. OAN wurde erstmals 1878 auf dem Balkon von Schloss Chapultepec in Mexiko-Stadt eingerichtet. Im Anschluss wurde der Standort nach Tacubaya, damals am Stadtrand, in ein Gebäude verlegt, das 1884 begonnen und 1909 fertiggestellt wurde. Der nächste Umzug des OAN nach Tonantzintla erfolgte 1951.
Mitte der 1960er Jahre war der Nachthimmel über der Sternwarte bereits so verschmutzt, dass die Forschung dadurch beeinträchtigt wurde. 1966 begann OAN mit der Suche nach einem neuen Standort und kam zu dem Ergebnis, dass die Sierra de San Pedro Mártir ein hervorragender Standort wäre. Das erste Teleskop der neuen Sternwarte wurde 1969 mit einem von OANTON und UNAM geschliffenen Spiegel installiert.

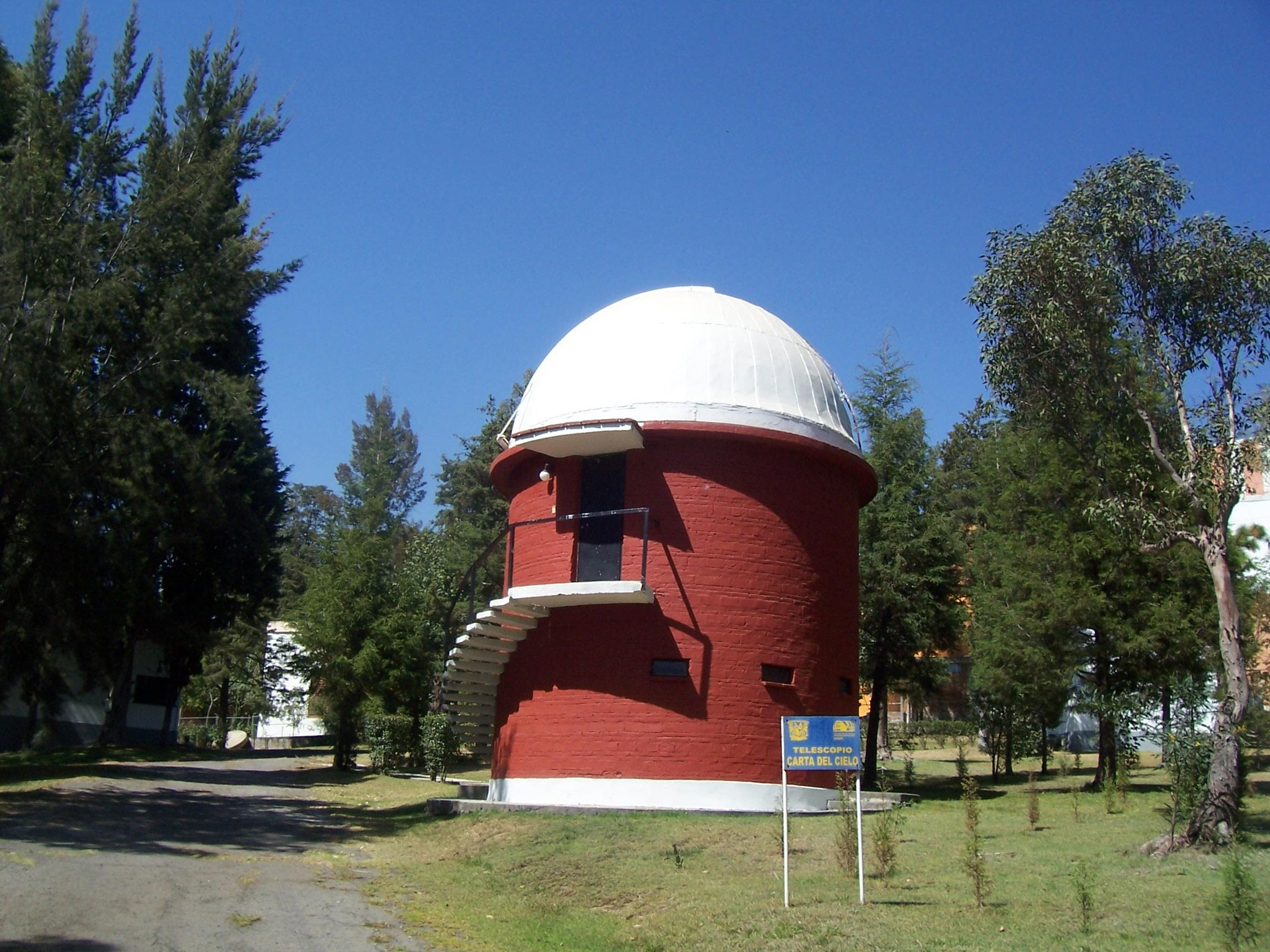
Kuppel des Teleskops Carte du Ciel

### Teleskope
- Ein 1,0-Meter großer Cassegrain-Reflektor, gebaut von Rademakers Aandrijvingen B. V. in Amsterdam, sah 1961 sein erstes Licht.[9] Die Primär- und Sekundärspiegel wurden vom US-amerikanischen Optiker Don O. Hendrix vom Mount-Wilson-Observatorium konstruiert. Es wurde in den 1990er Jahren automatisiert und wird heute von Studenten der UNAM in Mexiko-Stadt genutzt.[10]
- Ein Doppelastrograf-Refraktor vom Typ Carte du Ciel mit einem 33-Zentimeter-Objektiv im größeren Teleskop wurde 1891 gebaut und in Tacubaya installiert,[5] 1951 wurde er nach Tonantzintla verlegt.[11]

#### Frühere Teleskope
- Ein solares Radiointerferometer, das bei 17,5 MHz arbeitet, wurde 1970 mit Hilfe der Sowjetunion installiert und 1987 reaktiviert.[12] Es befindet sich heute an der UNAM in Mexiko-Stadt.[13]

## Tonantzintla-Katalog
Der Tonantzintla-Katalog (TON) ist eine Liste von Sternen, die im Bulletin der Observatorien von Tonantzintla und Tacubaya veröffentlicht wurden.

### Inhalt
- Tonantzintla 1. Auch als Pismis 25 bezeichnet. Entdeckt wurde er von James Dunlop im Jahr 1826. Paris Pişmiş katalogisierte ihn als Tonantzintla 1 oder Ton 1 in (Pismis, 1959).[15]
- Tonantzintla 2–24. Entdeckt von Paris Pişmiş im Jahr 1959.[16]
- Tonantzintla 117. Aus K. G. Malmiquis Katalog, 1936.
- Tonantzintla 185. Katalogisiert von W. J. Luyten und F. D. Miller.
- Tonantzintla 193. Katalogisiert von W. J. Luyten.
- Tonantzintla 577. Katalogisiert von W. J. Luyten, 1955.
- Tonantzintla 618. Katalogisiert von Braulio Iriarte y Enrique Chavira, 1957.[17]